# Niżni Jagnięcy Przechód
Niżni Jagnięcy Przechód (słow. Nižná Jahňacia priehyba) – płytka przełęcz w słowackiej części Tatr Wysokich, położona w środkowym odcinku Jagnięcej Grani – północno-zachodniej grani Jagnięcego Szczytu. Oddziela Małą Jagnięcą Basztę na południowym wschodzie od Ponad Piekło Baszty na północnym zachodzie.
Południowo-zachodnie stoki Jagnięcej Grani opadają tu do Doliny Kołowej, natomiast północno-wschodnie – do Jagnięcego Kotła w Dolinie Skoruszowej. W stronę Doliny Kołowej zbiega trawiaste zbocze poprzetykane skałkami. Do Jagnięcego Kotła spada depresja zwężająca się w dolnej części pomiędzy skałami.
Podobnie jak cała Jagnięca Grań, Niżni Jagnięcy Przechód jest niedostępny dla turystów i taterników – wspinaczka obecnie jest tutaj zabroniona. Najdogodniejsze drogi na przełęcz prowadzą granią z obu stron.
Pierwsze wejścia miały miejsca przy pierwszych przejściach Jagnięcej Grani.